# Меланежани
Меланежани (неправилно Меланезијци) је назив који се примарно користи за меланежанске Аустронежане, али се може користити и као заједнички назив свих староседелачких народа Меланезије (који чине њено већинско становништво), и тада овај назив обухвата Аустронежане Меланезије и Папуанце. Највећи број становника Меланезије говори неким од папуанских језика, или неким од аустронежанских језика, средњо-источно-малајско-полинежанске гране. Према старим класификацијама, језици (аустронежанских) Меланежана су сврствани у меланежанску грану аустронежанских језика, док су данас за разлику од полинежанских и микронежанских језика чија валидност је доказана, они груписани у неколико (4-5) посебних грана. Остали језици којим говоре Меланежани су углавном пиџини и креолски језици, попут ток писина, језика хири моту, соломонског и папуанског малајског. Углавном настањују широки простор од источне Индонезије (острво Нова Гвинеја) на западу до острва Вануату и Фиџи на истоку. Од Полинежана и Микронежана се разликују другачијим расним типом.
Истраживање из 2011. године је показало да су око 92,1% Меланежана хришћани.

## Порекло и генетика
Првобитни становници данашње Меланезије су вероватно били преци данашњих Папуанаца. Мигрирајући из југоисточне Азије, верује се да су населили ова острва, на истоку све до највећих острва Соломонских Острва, укључујући Макиру и друга мања острва смештена источније.
Аустронежани, који су са Тајвана мигрирали на ова подручја пре више од 3.000 година, дошли су у контакт са папуанским домороцима, нарочито дуж северне обале острва Нова Гвинеја, као и на острвима северно и источно од Нове Гвинеје. Према теоријама неких научника са краја 20. века, постојао је дуги период интеракције, чији су резултат многе комплексне промене у генетици, језицима и културама ових народа. Према Кајзеру, из ове регије, веома мала група људи (која је говорила аустронежанске језике) је отишла даље на исток, како би постали преци Полинежана.

## Учесталост плаве косе у Меланезији
Плава коса код људи је ретка појава код становништва изван Европе, средње Азије и северне Африке. Еволуирала је независно у Меланезији, где су Меланежани неких острва (као и неки староседеоци Аустралије) једни од група некавказоидних народа који имају плаву косу. Занимљиво је то што Меланежани имају TYRP1 ген који није исти ген који изазива плаву косу код Европљана.

## Меланежани у Океанији
Већинска меланежанска подручја Океаније укључују делове Молучких острва (Индонезија), Нову Гвинеју, као и суседна острва, Соломонска Острва, Вануату и Фиџи. Нова Каледонија је кроз историју имала већинско меланежанско становништво, док се становништво у процени спустило на 43% због модерне имиграције. Највећа и најнасељенија меланежанска држава је Папуа Нова Гвинеја. Највећи град те државе је Порт Морсби, са око 365.000 становника, већинско становништво чине Меланежани. У Аустралији, укупна популација острвљана Торесовог мореуза је око 63.700 према попису из 2011. године.